# Principio della parete fredda
Il principio della parete fredda (noto anche come principio di Watt) è un principio termodinamico che stabilisce la tensione di vapore saturo in condizioni di temperatura non uniforme. Esso enuncia che: la tensione di vapore saturo contenuto in un recipiente, a temperatura non uniforme, è quella che corrisponde al valore di tensione di vapore saturo alla temperatura più bassa. 
Se la temperatura in un recipiente non è la stessa, quindi, la tensione di vapore saturo corrisponde a quella della zona a temperatura minore.
L'appannarsi dei vetri dell'automobile durante l'inverno si spiega con questo principio, lo stesso principio può essere usato per spiegare come mai i fenomeni meteorologici si riscontrano prevalentemente nelle zone d'incontro tra masse d'aria fredda e masse d'aria calda.